# Deh-e Mīrān
Deh-e Mīrān (persiska: ده میران) är ett samhälle i Iran.   Det ligger i provinsen Khuzestan, i den centrala delen av landet, 400 km söder om huvudstaden Teheran. Deh-e Mīrān ligger 894 meter över havet och antalet invånare är 190.
Terrängen runt Deh-e Mīrān är bergig norrut, men söderut är den kuperad. Runt Deh-e Mīrān är det ganska tätbefolkat, med 56 invånare per kvadratkilometer. Närmaste större samhälle är Jangeh, 8,3 km öster om Deh-e Mīrān. Omgivningarna runt Deh-e Mīrān är i huvudsak ett öppet busklandskap.